# Neil Gehrels
Cornelis A. "Neil" Gehrels (Lake Geneva, Wisconsin, 1952. október 3. – 2017. február 6.) amerikai asztrofizikus volt akinek szakterülete a csillagászati gammasugárzás vizsgálata volt. A Részecskefizikai Laboratórium vezetője volt a NASA Goddard Űrközpontjában 1995-től egészen haláláig, és az egyik legismertebb a jelentős munkájáról, melyben a kezdeti ballonos és légijárműves észlelésből eljutottak a mai csillagászati műholdakig mint amilyen a Swift, melynek projektvezetője volt.
A 2020-as évek közepén az egyik vezető kutató volt a WFIRST (mai nevén Nancy Grace Roman Űrtávcső [Nancy Grace Roman Space Telescope]) széles látószögű infravörös távcső működőképes állapotba hozásában. Tagja volt a National Academy of Sciences és American Academy of Arts and Sciences társaságoknak.
Gehrels 64 évesen hunyt el, 2017-ben, 
2018. január 18.-án a NASA az emlékére átnevezte a Swift csillagászati műholdat Neil Gehrels Swift Obszervatóriumra.

## Kutatások

### Áttekintő
Gehrels széles érdeklődésű asztrofizikus volt. Fő területe a nagyenergiás csillagászati folyamatok voltak, ahol az univerzum energiakitöréssel járó jelenségeit vizsgálta, mint amilyenek a szupernóvák, a gamma-kitörések, a gravitációs hullámjelenségek és az árapály-jelenségek (amikor a fekete lyukak közelébe kerülő csillagokat darabokra tépik a gravitációs eltérések). Ezen túl laborfizikusként űrmegfigyelési eszközöket is fejlesztett.

## Díjai
- 2017, Dan David Prize, csillagászat (with Shrinivas Kulkarni és Andrzesj Udalski)
- 2016, Caltech Distinguished Alumni Award
- 2016, Milner Breakthrough Prize a LIGO gravitációs-hullám felfedezésért (Drever, Thorne, Weiss & LIGO Team)
- 2016, Physical Sciences Award, Washington Academy of Science
- 2016, Honorary Fellow, Royal Astronomical Society
- 2015, A 16000 Neilgehrels aszteroida az ő tiszteletére kapta a nevét
- 2012, Fellow, American Association for the Advancement of Science
- 2012, Alumnus of the Year, Honors College, University of Arizona
- 2012, Harrie Massey Award of COSPAR
- 2011, Member, International Academy of Astronautics
- 2010, Member, National Academy of Sciences
- 2009, George W. Goddard Award, SPIE
- 2009, Henry Draper Medal, National Academy of Sciences[3]
- 2008, American Academy of Arts and Sciences, tag
- 2007, Bruno Rossi Prize, American Astronomical Society
- 2005, NASA Exceptional Scientific Achievement Medal
- 2000, Randolph Lovelace Award, American Astronautical Society
- 1993, Fellow, American Physical Society
- 1976–77, Caltech Graduate Fellowship

## Válogatott publikációk
2016, "Galaxy Strategy for LIGO-VIRGO Gravitational Wave Counterpart Searches", N. Gehrels, et al., ApJ, 820, 136.

2015, "WFIRST Science Definition Team Report", D. Spergel, N. Gehrels et al., arXiv 1503.03757.

2014, "GRB 130427A: A Nearby Ordinary Monster", A. Maselli, et al., Science, 343, 48.

2012, "Fermi Large Area Telescope Second Source Catalog", P. Nolan, et al., ApJ Supp, 199, 31.

2011, "Relativistic Jet Activities from the Tidal Disruption of a Star by a Massive Black Hole", D. N. Burrows, et al., Nature, 476, 421.

2009, "Gamma Ray Bursts in the Swift Era", N. Gehrels, E. Ramirez-Ruiz, & D. B. Fox, ARAA, 47, 567. 

2006, "The New Gamma Ray Burst Classification Scheme from GRB 060614", N. Gehrels et al., Nature, 444, 1044.

2006, "Detection, Huge Explosion in the Early Universe", G. Cusumano, et al., Nature, 440, 164

2005, "A Short GRB Apparently Associated with an Elliptical Galaxy at Redshift z=0.225", N. Gehrels, et al., Nature 437, 851.

2005, "Swift Detection of a Giant Flare from SGR 1806-20", D. Palmer, et al., Nature, 434, 1107.

2004, "The Swift Gamma Ray Burst Mission", N. Gehrels, et al., ApJ, 611, 105.

2003, "Ozone Depletion from Nearby Supernovae", N. Gehrels, C. Laird, C. Jackman, J. Cannizzo & B. Mattson, Astrophys. J., 585, 1169.

2000, "New Population of Galactic High Energy Gamma Ray Sources", N. Gehrels, D. Macomb, D. Bertsch, D. Thompson,& R. Hartman, Nature, 404, 363.

1999, "Revisiting the Black Hole", R. Blandford & N. Gehrels, Physics Today, June 1999 p. 40.

1998, "The New Gamma Ray Astronomy", N. Gehrels and J. Paul, Physics Today, February 1998 issue, p. 26.

1995, "Two Classes of Gamma-Ray Emitting Active Galactic Nuclei", C. Dermer & N. Gehrels, Astrophys. J., 447, 103.

1993, "The Geminga Supernova as a Possible Cause of the Local Interstellar Bubble", N. Gehrels & W. Chen, Nature 361, 706.

1993, "Temperatures of Enhanced Stability in Hot Thin Plasmas", N. Gehrels & E. D. Williams, ApJ, 418, L25.

1987, "Prospects for Observations of Nucleosynthetic Gamma-Ray Lines and Continuum from SN 1987A", N. Gehrels, C.J. MacCallum and M. Leventhal, ApJ, 320, L19.

1986, "Confidence Limits for Small Numbers of Events in Astrophysical Data", N. Gehrels, ApJ, 303, 336.

1985, "Instrumental Background in Balloon-Borne Gamma-Ray Spectrometers and Techniques for Its Reduction", N. Gehrels, NIM, A239, 324.

1983, "Energetic Oxygen and Sulfur in the Jovian Magnetosphere and Its Contribution to the Auroral Excitation", N. Gehrels and E. C. Stone, JGR, 88, 5537.

## Fordítás
- Ez a szócikk részben vagy egészben  a   Neil Gehrels című angol Wikipédia-szócikk fordításán alapul.  Az eredeti cikk szerkesztőit annak laptörténete sorolja fel. Ez a jelzés csupán a megfogalmazás eredetét és a szerzői jogokat jelzi, nem szolgál a cikkben szereplő információk forrásmegjelöléseként.